# Corrales (Nuevo México)
Corrales es una villa ubicada en el condado de Sandoval en el estado estadounidense de Nuevo México. En el Censo de 2010 tenía una población de 8329 habitantes y una densidad poblacional de 297,19 personas por km².
Hasta el 2005, las porciones de la Villa de Corrales fueron localizados en los condados de Bernalillo y Sandoval. En 2005, una elección especial se anexó la parte de Corrales, ubicada en el condado de Bernalillo para el condado de Sandoval, por lo que ahora todo el pueblo está localizado en el condado de Sandoval.

## Geografía
Según la Oficina del Censo de los Estados Unidos, Corrales tiene una superficie total de 28.03 km², de la cual 27.28 km² corresponden a tierra firme y (2.66%) 0.75 km² es agua.

## Demografía
Según el censo de 2010, había 8329 personas residiendo en Corrales. La densidad de población era de 297,19 hab./km². De los 8329 habitantes, Corrales estaba compuesto por el 86.38% blancos, el 1.06% eran afroamericanos, el 1.64% eran amerindios, el 1.26% eran asiáticos, el 0% eran isleños del Pacífico, el 6.58% eran de otras razas y el 3.07% pertenecían a dos o más razas. Del total de la población el 27.04% eran hispanos o latinos de cualquier raza.